# Jim Ryun

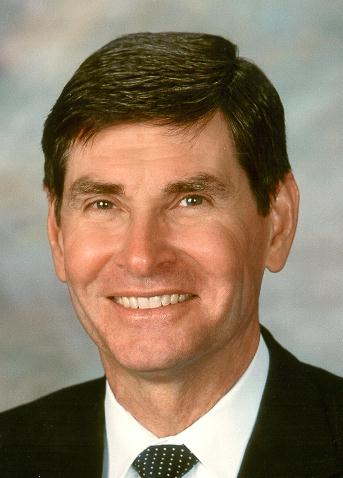
Jim Ryun

Jim Ryun (eigentlich James Ronald Ryun; * 29. April 1947 in Wichita, Kansas) ist ein US-amerikanischer Politiker und ehemaliger Leichtathlet. Er ist Mitglied der Republikanischen Partei und war von 1996 bis 2007 Abgeordneter im Repräsentantenhaus der Vereinigten Staaten. Als Mittelstreckenläufer gehörte er in den 1960er und Anfang der 1970er Jahre zur Weltspitze.
Als Schüler der Wichita East High School blieb Ryun 1965 im Meilenlauf (1609,344 m) unter vier Minuten. Damit hielt er den Highschool-Rekord für über 35 Jahre. Bis heute stammen fünf der sechs besten Highschool-Resultate über eine Meile von Ryun. 1964 nahm Ryun an den Olympischen Spielen in Tokio teil und erreichte im 1500-Meter-Lauf das Halbfinale. Zwei Jahre später hielt er den Weltrekord über die Meile und 1500 Meter; beide wurden erst Mitte der 1970er-Jahre vom Tansanier Filbert Bayi gebrochen. Neben einem natürlichen Talent, günstigen Hebel- und Last-Kraft-Verhältnissen hatte er frühzeitig viel und sehr intensiv trainiert. Sein Trainer Bob Timmons war früher ein Schwimmtrainer gewesen und hatte das Schwimmtraining auf die Leichtathletik adaptiert. Für seine Leistungen wurde er 1966 von der Zeitschrift Sports Illustrated zum Sportler des Jahres gewählt.
Bei den Olympischen Spielen 1968 in Mexiko-Stadt gewann Ryun hinter dem Kenianer Kipchoge Keino die Silbermedaille über 1500 Meter. Bei den Olympischen Spielen 1972 in München wurde er im Vorlauf über 1500 Meter gerempelt, stürzte und verpasste so das Weiterkommen.
Nach dem Studium an der University of Kansas wurde Ryun Geschäftsmann und stieg später in die Politik ein. 1996 wurde er in das Repräsentantenhaus der Vereinigten Staaten gewählt, um den vakanten Sitz von Sam Brownback neu zu besetzen. Ryun vertrat nun vom 27. November 1996 bis zum 3. Januar 2007 den Bundesstaat Kansas im Kongress. Im Jahr 2006 trat er beim Versuch der Wiederwahl gegen die Demokratin Nancy Boyda an, die er bei der vorherigen Wahl mit einem Stimmenanteil von 56 Prozent klar besiegt hatte. Diesmal gewann jedoch Boyda mit 51 Prozent der Stimmen und löste Ryun somit als Vertreterin des zweiten Wahlbezirks von Kansas ab.
Das National Journal führte Ryun als das konservativste Mitglied des Kongresses. Er war ein Mitglied des Republican Study Committee, des Zusammenschlusses von 103 im Hinblick auf Fiskal- und Sozialpolitik konservativen Abgeordneten. Auch seine Einstellung zu Umweltfragen galt als wenig umweltfreundlich. Am 24. Juli 2020 wurde ihm durch US-Präsident Donald Trump die Presidential Medal of Freedom verliehen.

## Persönliche Bestzeiten
- 800 m: 1:44,3 min, 10. Juni 1966, Terre Haute
- 1500 m: 3:33,1 min, 8. Juli 1967, Los Angeles (damals Weltrekord)
- 1 Meile: 3:51,1 min, 23. Juni 1967, Bakersfield
  - Halle: 3:56,4 min, 19. Februar 1971, San Diego
- 2 Meilen: 8:25,2 min, 1966
- 5000 m: 13:38,2 min, 20. Mai 1972, Bakersfield